# جلين هيدلي
جلين هيدلي (بالإنجليزية: Glenne Headly)‏ (مواليد 13 مارس 1955 في كونيتيكت، الولايات المتحدة - الوفاة 8 يونيو 2017 في سانتا مونيكا)، هي ممثلة أمريكية بدأت مسيرتها الفنية سنة 1972. وكانت بدايتها مع المسلسلات التلفزيونية، لتتحول بعدها للأفلام وتحقق نجاحاً بفيلم ديك تريسي الصادر سنة 1990، وحققت شهرة اضافية بمسلسل «مونك» ومسلسل إي آر. كانت زوجة الممثل الأمريكي جون مالكوفيتش بالفترة ما بين (1982 - 1988).

## أعمالها

### الأفلام
- ديك تريسي (1990)
- يومان في الوادي (1990)
- اعترافات ملكة الدراما المراهقة (2004)
- عائلة جونز (2009)
- دون جون (2013)
- الدائرة (2017)

### المسلسلات
- فرايجر (1995)
- إي آر (1996 - 1997)
- راجراتس (2002)
- مونك (2003 - 2006)
- القانون والنظام: الوحدة الخاصة للضحايا (2005)
- غريز أناتومي (2008)
- سي اس آي: التحقيق في موقع الجريمة (2008)
- الحدائق والمنتزهات (2012)
- الدوري (2013)
- في ليلة (2016)

## وصلات خارجية
- جلين هيدلي على موقع IMDb (الإنجليزية)
- جلين هيدلي على موقع روتن توميتوز (الإنجليزية)
- جلين هيدلي على موقع ألو سيني (الفرنسية)
- جلين هيدلي على موقع ميوزك برينز (الإنجليزية)
- جلين هيدلي على موقع تيرنر كلاسيك موفيز (الإنجليزية)
- جلين هيدلي على موقع أول موفي (الإنجليزية)
- جلين هيدلي على موقع قاعدة بيانات برودواي على الإنترنت (الإنجليزية)
- جلين هيدلي على موقع قاعدة بيانات الأفلام السويدية (السويدية)
- جلين هيدلي على موقع إن إن دي بي (الإنجليزية)
- جلين هيدلي على موقع قاعدة بيانات الفيلم (الإنجليزية)